# Jubal Anderson Early
Jubal Anderson Early (Condado de Franklin, 3 de noviembre de 1816 - Lynchburg, 2 de marzo de 1894) fue un líder castrense de la Confederación estadounidense.

## Bíografía
Jubal Early fue el tercero de diez hijos. Su madre murió,  cuando tenía 16 años. Su padre fue un granjero y político. Creció en una plantación, donde había muchos esclavos. En 1837 entró en la Academia Militar de los Estados Unidos y se graduó allí.  Después prestó servicio en las Guerras Seminolas, donde tuvo poca participación. Después de ello estudió jurídicas. Luego participó como Mayor en la Intervención estadounidense en México. En 1848 dejó otra vez el ejército y se convirtió en abogado.
Se opuso a la secesión, pero al mismo tiempo apoyó a su estado natal cuando se unió a los Estados Confederados de América y en la Guerra Civil Estadounidense desde su Virginia natal. Entró en el Ejército Secesionista como Coronel y participó en 1861 en la Primera batalla de Bull Run. Por su actuación allí fue ascendido a general de brigada. También participó en 1862 en otras batallas como la Segunda Batalla de Bull Run y la Batalla de Antietam. En la Batalla de Fredericksburg se distinguió otra vez y fue ascendido a General de División.
Como tal participó en 1863 en batallas como la Batalla de Chancellorsville y la Batalla de Gettysburg. También participó en 1864 en la Batalla de la Espesura y la Batalla de Spotsylvania, después de la cual se convirtió en Teniente General. Como tal, con 48 años, Early comandó en el mismo año a las fuerzas confederadas hacia el Valle de Shenandoah. Allí estuvieron a punto de tomar Washington D. C., pero fueron derrotados por tropas de la Unión comandadas por Philip Sheridan.
Después de ello Early continuó combatiendo la Unión hasta que el General Lee, insatisfecho por sus actuaciones, lo destituyó el 30 de marzo de 1865. Jubal Anderson Early no pudo aceptar la rendición del Sur en el mismo año y huyó por ello del país. Regresó otra vez a Estados Unidos en 1869 después de recibir un indulto por parte del Presidente Andrew Johnson y pasó el resto de su vida defendiendo en discursos y en libros la Guerra de Secesión.

## Curiosidad
El actor canadiense Nathan Fillion dice ser descendiente suyo. 